# Fuck World Trade
Fuck World Trade is het tweede studioalbum van de Amerikaanse punkband Leftöver Crack. Het album werd oorspronkelijk uitgegeven op 31 augustus 2004 door Alternative Tentacles in de Verenigde Staten en door Household Name Records in het Verenigd Koninkrijk. Het album werd heruitgegeven op 20 januari 2015 door Fat Wreck Chords. Op deze heruitgave staan zes bonusnummers, waarvan er vijf niet eerder zijn uitgegeven.
Het album kwam bij veel winkelketens niet in de schappen te liggen vanwege de controversiële titel en onderwerpen. De cover van het album verwijst naar de aanslagen op 11 september 2001 en laat zien hoe George W. Bush, Rudy Giuliani, en Dick Cheney achter de aanslagen zitten. Op de Britse versie van het album wordt Tony Blair in plaats van Dick Cheney afgebeeld.

## Nummers
1. "Clear Channel (Fuck Off!)" - 4:14
2. "Life Is Pain" - 4:37
3. "Burn Them Prisons" - 3:15
4. "Gang Control"  (cover van Morning Glory) - 2:42
5. "Super Tuesday" - 4:00
6. "Via Sin Dios" (met Anti-Flag) - 2:14
7. "Feed the Children (Books of Lies)" - 3:21
8. "One Dead Cop" - 3:39
9. "Ya Can't Go Home" - 3:14
10. "Rock the 40 Oz." - 2:28
11. "Soon We'll Be Dead" (met The World/Inferno Friendship Society) - 5:35
12. "Gringos Son Puercos Feos" - 3:08
13. "Operation: M.O.V.E." - 10:25

### Bonustracks
1. "Outro" - 6:10
2. "Banned In P.C." - 1:33
3. "The Christ" - 1:43
4. "Apple Pie and Police State" - 2:38
5. "Infested (The Lindane Conspiracy Part I)" (cover van Choking Victim) - 2:50
6. "Fuck World Trade" - 11:00